# فهرست شهرهای تغییر نام یافته در ایران
در طول تاریخ معاصر نام رایج بعضی از شهرهای ایران به علل گوناگون تغییر یافته است. در زیر فهرست شهرهای تغییر نام یافته در ایران آمده است:
| نام سابق                               | نام جدید        | زمان تغییر                      | استان                    | توضیحات                                                                                               | منبع          |
| -------------------------------------- | --------------- | ------------------------------- | ------------------------ | --- | ------------- |
| آخره‌بالا (نام فارسی) مرتقپی (نام گرجی) | فریدون‌شهر       | ۱۳۳۵، پهلوی                     | استان اصفهان             | همزمان با شهر شدن.                                                                                    | [ ۱ ]         |
| ادریس‌آباد                              | شازند           | ۱۳۱۷، پهلوی                     | استان مرکزی              | در جمهوری اسلامی دوره‌ای به آزادشهر و دوره‌ای به سربند تغییر نام یافت ولی نهایتاً به شازند برگردانده شد. | [ ۲ ]         |
| ارداک                                  | چناران          | ۱۳۳۸، پهلوی                     | استان خراسان رضوی        | | [ ۳ ]         |
| ارومیه                                 | رضائیه          | پهلوی                           | استان آذربایجان غربی     | در جمهوری اسلامی دوباره به ارومیه تغییر یافت.                                                         | [ ۴ ]         |
| استرآباد                               | گرگان           | ۱۳۰۹، پهلوی                     | استان گلستان             | | [ ۴ ]         |
| اشرف (البلاد)                          | بهشهر           | پهلوی                           | استان مازندران           | | [ ۴ ]         |
| امامزاده جعفر                          | پیشوا           | ۱۳۱۷، پهلوی                     | استان تهران              | | [ ۵ ]         |
| باختران                                | کرمانشاه        | پهلوی جمهوری اسلامی             | استان کرمانشاه           | پیش از نام باختران همین نام رایج بود.                                                                 |               |
| بارفروش                                | بابل            | پهلوی                           | استان مازندران           | | [ ۴ ]         |
| بالاده                                 | والاشهر         | ۱۳۹۷، جمهوری اسلامی             | استان فارس               | | [ ۶ ]         |
| بحرین                                  | دورود           | ۱۳۲۸، پهلوی                     | استان لرستان             | همزمان با شهر شدن.                                                                                    | [ ۷ ]         |
| بندر پهلوی                             | بندر انزلی      | جمهوری اسلامی                   | استان گیلان              | |               |
| بندر شاه                               | بندر ترکمن      | ۱۳۵۸، جمهوری اسلامی             | استان گلستان             | | [ ۸ ]         |
| بندر گمبرون                            | بندرعباس        | صفویه                           | استان هرمزگان            | |               |
| پلشت                                   | پاکدشت          | ۱۳۶۶، جمهوری اسلامی             | استان تهران              | | [ ۹ ]         |
| پهره یا فهرج                           | ایرانشهر        | پهلوی                           | استان سیستان و بلوچستان  | | [ ۴ ]         |
| پیش‌کمر                                 | فراغی           | ۱۳۹۱، جمهوری اسلامی             | استان گلستان             | همزمان با شهر شدن.                                                                                    | [ ۱۰ ]        |
| تازه‌کند                                | مغانسر          | جمهوری اسلامی                   | استان اردبیل             | | [ ۱۱ ]        |
| تراکمه                                 | لامرد           | ۱۳۱۰، پهلوی                     | استان فارس               | | [ ۱۲ ]        |
| تون                                    | فردوس           | پهلوی                           | استان خراسان جنوبی       | | [ ۴ ]         |
| تیکان‌تپه                               | تکاب            | ۱۳۱۶، پهلوی                     | استان آذربایجان غربی     | | [ ۱۲ ]        |
| جانکی                                  | باغ‌ملک          | ۱۳۲۶، پهلوی                     | استان خوزستان            | | [ ۱۳ ]        |
| چاه‌عینی                                | علامرودشت       | ۱۳۷۵، جمهوری اسلامی             | استان فارس               | همزمان با شهر شدن.                                                                                    |               |
| چنارشاهیجان                            | قائمیه          | ۱۳۷۱، جمهوری اسلامی             | استان فارس               | |               |
| چومه                                   | مینوشهر         | ۱۳۷۵، جمهوری اسلامی             | استان خوزستان            | همزمان با شهر شدن.                                                                                    | [ ۱۴ ]        |
| حاجیلر                                 | مینودشت         | ۱۳۱۸، پهلوی                     | استان گلستان             | به مدّت کوتاهی دشت مینو نامیده می‌شد.                                                                   | [ ۱۵ ]        |
| حبیب‌آباد                               | نوشهر           | پهلوی                           | استان مازندران           | | [ ۴ ]         |
| حسن‌کیاده بندر فرحناز                   | کیاشهر          | ۱۳۵۶، پهلوی جمهوری اسلامی       | استان گیلان              | در ۱۳۵۶، از حسن‌کیاده به بندر فرحناز و در جمهوری اسلامی به کیاشهر تغییر یافت.                          |               |
| خانه                                   | پیرانشهر        | ۱۳۴۷، پهلوی                     | استان آذربایجان غربی     | | [ ۱۶ ]        |
| خانه‌کهدان                              | خاوران          | ۱۳۶۱، جمهوری اسلامی             | استان فارس               | همزمان با شهر شدن.                                                                                    |               |
| خراجو                                  | خداجو           | ۱۳۷۸، جمهوری اسلامی             | استان آذربایجان شرقی     | همزمان با شهر شدن.                                                                                    |               |
| خسروشاه                                | خسروشهر         | ۱۳۵۸، جمهوری اسلامی             | استان آذربایجان شرقی     | در سال ۱۳۹۰ به خسروشاه برگردانده شد.                                                                  | [ ۱۷ ]        |
| خوار                                   | گرمسار          | پهلوی                           | استان سمنان              | | [ ۴ ]         |
| خیاو                                   | مشگین‌شهر        | ۱۳۱۶، پهلوی                     | استان اردبیل             | | [ ۱۸ ]        |
| دزدآب                                  | زاهدان          | ۱۳۰۹، پهلوی                     | استان سیستان و بلوچستان  | | [ ۴ ]         |
| دم‌آویژ                                 | نورآباد         | پهلوی                           | استان لرستان             | | [ ۱۲ ]        |
| دهخوارقان                              | آذرشهر          | پهلوی                           | استان آذربایجان شرقی     | |               |
| ده‌خیر                                  | جنت‌شهر          | ۱۳۷۲، جمهوری اسلامی             | استان فارس               | همزمان با شهر شدن.                                                                                    | [ ۱۹ ]        |
| ده‌بالا (حسین‌آباد)                      | ایلام           | ۱۳۱۵، پهلوی                     | استان ایلام              | | [ ۱۲ ]        |
| ده‌کرد                                  | شهرکرد          | ۱۳۱۴، پهلوی                     | استان چهارمحال و بختیاری | | [ ۱۲ ]        |
| ده‌کهنه                                 | شبانکاره        | ۱۳۷۲، جمهوری اسلامی             | استان بوشهر              | | [ ۲۰ ]        |
| رودیان                                 | رویان           | ۱۴۰۰، جمهوری اسلامی             | استان سمنان              | | [ ۲۱ ]        |
| زاهدان                                 | زاهدشهر         | ۱۳۶۸، جمهوری اسلامی             | استان فارس               | همزمان با شهر شدن.                                                                                    | [ ۲۲ ]        |
| ریز                                    | زرین‌شهر         | ۱۳۳۶، پهلوی                     | استان اصفهان             | | [ ۲۳ ]        |
| زیباشهر شهرک باورس                     | محمدیه          | ۱۳۷۲، جمهوری اسلامی             | استان قزوین              | | [ ۲۰ ]        |
| ساقی‌کلایه                              | سلمان‌شهر        | ۱۳۶۷، جمهوری اسلامی             | استان مازندران           | به نام متل قو شهرت دارد.                                                                              | [ ۴ ] [ ۲۴ ]  |
| سخت‌سر                                  | رامسر           | پهلوی                           | استان مازندران           | | [ ۴ ]         |
| سده همایون‌شهر                          | خمینی شهر       | پهلوی جمهوری اسلامی             | استان اصفهان             | در دورهٔ پهلوی به همایون‌شهر و در دورهٔ جمهوری اسلامی به خمینی‌شهر تغییر یافت.                            |               |
| سربندر بندر شاهپور                     | بندر امام خمینی | پهلوی جمهوری اسلامی             | استان خوزستان            | در دورهٔ پهلوی به بندر شاهپور و در دورهٔ جمهوری اسلامی به بندر امام خمینی تغییر یافت.                   |               |
| سده                                    | آرین شهر        | ۱۳۸۳، جمهوری اسلامی             | استان خراسان جنوبی       | |               |
| سلده                                   | نور             |                                 | استان مازندران           | |               |
| سلطان‌آباد                              | اراک            | پهلوی                           | استان مرکزی              | | [ ۴ ]         |
| سلطان‌آباد                              | اقبالیه         | ۱۳۷۰، جمهوری اسلامی             | استان قزوین              | | [ ۲۵ ]        |
| سلماس                                  | شاهپور          | پهلوی                           | استان آذربایجان غربی     | در جمهوری اسلامی دوباره به سلماس تغییر یافت.                                                          | [ ۴ ]         |
| سلیمانیه                               | کرج             | پهلوی                           | استان البرز              | | [ ۲۶ ]        |
| سنگسر                                  | مهدیشهر         | ۱۳۵۸، جمهوری اسلامی             | استان سمنان              | |               |
| سورگ                                   | شادگان          | ۱۳۱۴، پهلوی                     | استان خوزستان            | | [ ۱۲ ]        |
| سویوق‌بولاغ یا ساوج‌بلاغ                 | مهاباد          | پهلوی                           | استان آذربایجان غربی     | | [ ۱۲ ]        |
| سیاه‌دهان                               | تاکستان         | پهلوی                           | استان قزوین              | | [ ۴ ]         |
| سیف‌آباد                                | گلسار           | ۱۳۸۹، جمهوری اسلامی             | استان البرز              | | [ ۲۷ ]        |
| شادشهر                                 | اسلام‌شهر        | ۱۳۵۸، جمهوری اسلامی             | استان تهران              | | [ ۲۸ ]        |
| شاه آباد (شاباد)                       | اسلام‌آباد غرب   | جمهوری اسلامی                   | استان کرمانشاه           | |               |
| شاه عبدالظیم                           | شهر ری          | ۱۳۱۷، پهلوی                     | استان تهران              | | [ ۱۲ ]        |
| شاه‌پسند                                | آزادشهر         | جمهوری اسلامی                   | استان گلستان             | |               |
| شاهین‌دشت                               | قیام‌دشت         | جمهوری اسلامی                   | استان تهران              | | [ ۲۹ ]        |
| شبستون                                 | سراوان          | ۱۳۰۵، پهلوی                     | استان سیستان و بلوچستان  | | [ ۱۲ ]        |
| شهر جدید هشتگرد                        | مهستان          | ۱۴۰۱، جمهوری اسلامی             | استان البرز              | | [ ۳۰ ]        |
| شهرک                                   | شهرکیان         | ۱۳۶۹، جمهوری اسلامی             | استان چهارمحال و بختیاری | | [ ۳۱ ]        |
| شهسوار                                 | تنکابن          | جمهوری اسلامی                   | استان مازندران           | |               |
| صائین قالا                             | شاهین دژ        | پهلوی                           | استان آذربایجان غربی     | | [ ۱۲ ]        |
| صالح‌آباد                               | صالحیه          | ۱۳۹۱، جمهوری اسلامی             | استان تهران              | همزمان با شهر شدن.                                                                                    | [ ۳۲ ]        |
| صرخه                                   | فتح‌المبین       | ۱۳۹۰، جمهوری اسلامی             | استان خوزستان            | | [ ۳۳ ]        |
| طهران                                  | تهران           |                                 | استان تهران              | |               |
| عبّادان                                 | آبادان          | ۱۳۱۴، پهلوی                     | استان خوزستان            | |               |
| علمدار گرگر                            | هادی‌شهر         | ۱۳۶۲، جمهوری اسلامی             | استان آذربایجان شرقی     | | [ ۳۴ ]        |
| علمده                                  | رویان           |                                 | استان مازندران           | |               |
| علی‌آباد شاهی                           | قائم‌شهر         | ۱۳۵۷، جمهوری اسلامی             | استان مازندران           | در ۱۳۱۴ به شاهی و در ۱۳۵۷ به قائم‌شهر تبدیل شد.                                                        | [ ۳۵ ]        |
| عمادده                                 | عمادشهر         | ۱۳۹۷، جمهوری اسلامی             | استان فارس               | | [ ۶ ]         |
| قلعه حسن‌خان                            | قدس             | ۱۳۶۸، جمهوری اسلامی             | استان تهران              | همزمان با شهر شدن.                                                                                    | [ ۳۶ ]        |
| قمشه                                   | شهرضا           | پهلوی                           | استان اصفهان             | | [ ۴ ]         |
| قلعه سلیمان خان                        | تازه‌آباد        | ۱۳۶۴، جمهوری اسلامی             | استان کرمانشاه           | |               |
| قلعه شاه شهرک امام                     | گلدشت           | ۱۳۷۰، جمهوری اسلامی             | استان اصفهان             | همزمان با شهر شدن.                                                                                    | [ ۳۷ ]        |
| قه‌فرخ                                  | فرخ‌شهر          | ۱۳۴۸، پهلوی                     | استان چهارمحال و بختیاری | | [ ۳۸ ]        |
| کارخانه قند                            | نوشین‌شهر        | ۱۳۷۵، جمهوری اسلامی             | استان آذربایجان غربی     | |               |
| کله‌بست                                 | هادی‌شهر         | ۱۳۹۲، جمهوری اسلامی             | استان مازندران           | | [ ۳۹ ]        |
| کوشکک                                  | رامجرد          | ۱۳۸۸، جمهوری اسلامی             | استان فارس               | همزمان با شهر شدن.                                                                                    | [ ۴۰ ]        |
| کهنه‌شهر                                | تازه‌شهر         | پهلوی                           | استان آذربایجان غربی     | |               |
| گاوبندی                                | پارسیان         | ۱۳۸۶، جمهوری اسلامی             | استان هرمزگان            | | [ ۴۱ ]        |
| گه                                     | نیک‌شهر          | پهلوی                           | استان سیستان و بلوچستان  | | [ ۴۲ ]        |
| گیه‌لان                                 | گیلانغرب        |                                 | استان کرمانشاه           | |               |
| ماچول                                  | بندر ماهشهر     | ۱۳۴۴، پهلوی                     | استان خوزستان            | |               |
| مبارک‌آباد                              | مبارک‌شهر        | ۱۳۹۲، جمهوری اسلامی             | استان آذربایجان شرقی     | همزمان با شهر شدن.                                                                                    |               |
| مردآباد شاهدشت                         | ماهدشت          | پهلوی جمهوری اسلامی             | استان البرز              | در پهلوی به شاهدشت و در جمهوری اسلامی به ماهدشت تغییر یافت.                                           |               |
| مگس زابلی                              | مهرستان         | پهلوی ۱۳۹۰، جمهوری اسلامی       | استان سیستان و بلوچستان  | |               |
| ملک‌آباد                                | خواجو شهر       | ۱۳۹۱، جمهوری اسلامی             | استان کرمان              | همزمان با شهر شدن.                                                                                    | [ ۴۳ ]        |
| ملک‌کندی                                | ملکان           |                                 | استان آذربایجان شرقی     | |               |
| محمره                                  | خرمشهر          | پهلوی                           | استان خوزستان            | | [ ۴ ]         |
| مرحمت‌آباد                              | میاندوآب        | پهلوی                           | استان آذربایجان غربی     | | [ ۴۴ ]        |
| مشهدسر                                 | بابلسر          | ۱۳۱۴، پهلوی                     | استان مازندران           | | [ ۴۵ ]        |
| منصورآباد                              | مهران           | ۱۳۰۹، پهلوی                     | استان ایلام              | | [ ۴۶ ]        |
| میان‌راهان                              | دینور           | ۱۳۷۹، جمهوری اسلامی             | استان کرمانشاه           | |               |
| ناصریه                                 | اهواز           | ۱۳۱۴، پهلوی                     | استان خوزستان            | | [ ۴۷ ]        |
| نصرت‌آباد                               | زابل            | ۱۳۰۹، پهلوی                     | استان سیستان و بلوچستان  | | [ ۴ ]         |
| نظام‌آباد                               | نگین‌شهر         | ۱۳۸۳، جمهوری اسلامی             | استان گلستان             | همزمان با شهر شدن.                                                                                    | [ ۴۸ ]        |
| واش                                    | خاش             | ۱۳۰۸، پهلوی                     | استان سیستان و بلوچستان  | همزمان با شهر شدن.                                                                                    | [ ۴۹ ] [ ۵۰ ] |
| هارون‌آباد شاه‌آباد غرب                  | اسلام‌آباد غرب   | ۱۳۱۴، پهلوی ۱۳۵۷، جمهوری اسلامی | استان کرمانشاه           | در دورهٔ پهلوی به شاه آباد غرب و پس از انقلاب به اسلام‌آباد غرب تغییر نام داده شد.                      | [ ۵۱ ]        |
| هرابال                                 | بیضا            | ۱۳۸۰، جمهوری اسلامی             | استان فارس               | |               |
| هشتپر                                  | تالش            | ۱۳۵۷، جمهوری اسلامی             | استان گیلان              | بعد از انقلاب شهر هشتپر و شهرستان هشتپر توالش به تالش تغییر داده شد                                   |               |
| هفاجیه                                 | سوسنگرد         | ۱۳۱۴، پهلوی                     | استان خوزستان            | همزمان با شهر شدن.                                                                                    | [ ۱۲ ]        |